# Franjo Punčec
Franjo Punčec (Čakovec, 25 novembre 1913 – Johannesburg, 5 gennaio 1985) è stato un tennista jugoslavo, di origine croata.

## Carriera
Il suo miglior risultato sono le semifinali raggiunte agli Internazionali di Francia 1938, dove perse dal cecoslovacco Roderich Menzel, al Torneo di Wimbledon 1938 eliminato da Don Budge che poi vinse il trofeo, e a Wimbledon 1939 dove venne sconfitto da Bobby Riggs, poi vincitore di quell'edizione.
Punčec è il tennista con più vittorie (42, in concomitanza con Josip Palada) nella squadra jugoslava di Coppa Davis ed è stato il primo croato ad essere incluso nel ranking mondiale ATP.